# Lawrenceburg, Kentucky
Lawrenceburg är en stad (city) och administrativ huvudort (county seat) i Anderson County i delstaten Kentucky, USA. Staden har 11 728 invånare (2020), på en yta av 15,29 km².